# Natura 2000-område nr. 4 Hirsholmene, havet vest herfor og Ellinge Å's udløb
Natura 2000-område nr. 4 Hirsholmene, havet vest herfor og Ellinge Å's udløb er en naturplan under det fælleseuropæiske Natura 2000-projekt. Planområdet er både ramsarområde, habitatområde og fuglebeskyttelsesområde og har et areal på 9.533 hektar. Det består hovedsageligt af åbne havområder med undersøiske sten- og boblerev, samt øer, holme og skær; På
fastlandet omkring udløbet af Elling Å, er strandenge, klitter,
overdrev og ferske enge. En 1,5 km lang strækning ved stranden er fredet til rekreative formål.. Et større havområde omkring Hirsholmene, og ned forbi byen Frederikshavn er ligeledes fredet . Hirsholmene er desuden udlagt som naturreservat.
Revene omkring Hirsholmene (som er toppen af dem) har
en i Danmark enestående forekomst af makroalger (tang), både i mængde
og artsantal. Her findes også de specielle ”boblerev”, som er undersøiske søjler opstået ved at mikroorganismer kittes sammen med sand til sandsten, på steder hvor forskellige gasser fra undergrunden
frigives. De rummer et rigt koralrevslignende dyreliv med farvestrålende organismer. På Hirsholm er landets største ynglekoloni for Splitterne og en stor hættemågekoloni.
På fastlandet huser engene omkring Ellinge Å's udløb en isoleret, bestand af den sjældne sommerfugl hedepletvinge, og i Elling Å er der fund af både bæklampret- og havlampret samt laks. I klitterne findes enkelte kloner af ansvarsarten nikkende kobjælde, og på engene langs åen findes bestande af de rødlistede bakke-gøgelilje og kødfarvet gøgeurt.
Området indeholder desuden en bestand strandtudse.
Natura 2000-planen er vedtaget i 2011, hvorefter kommunalbestyrelserne
og Naturstyrelsen skal udarbejde bindende handleplaner, som skal sikre
gennemførelsen af planen.
Natura 2000-planen er koordineret med vandplan 1.1 Nordlige Kattegat, Skagerrak.
Natura 2000-området ligger i Frederikshavn Kommune

## Udpegningsgrundlag for Fuglebeskyttelsesområde nr. 11
- Splitterne
- Fjordterne
- Havterne
- Tejst